# Октавіано Манчіні
Октавіа́но Манчі́ні (італ. Octaviano Mancini, близько 1580 — після 1638) — мандрівний італійський цивільний і військовий архітектор, який на запрошення митрополита Петра Могили у 1637—1638 роках відреставрував Софійський собор та інші київські храми.

## Біографія

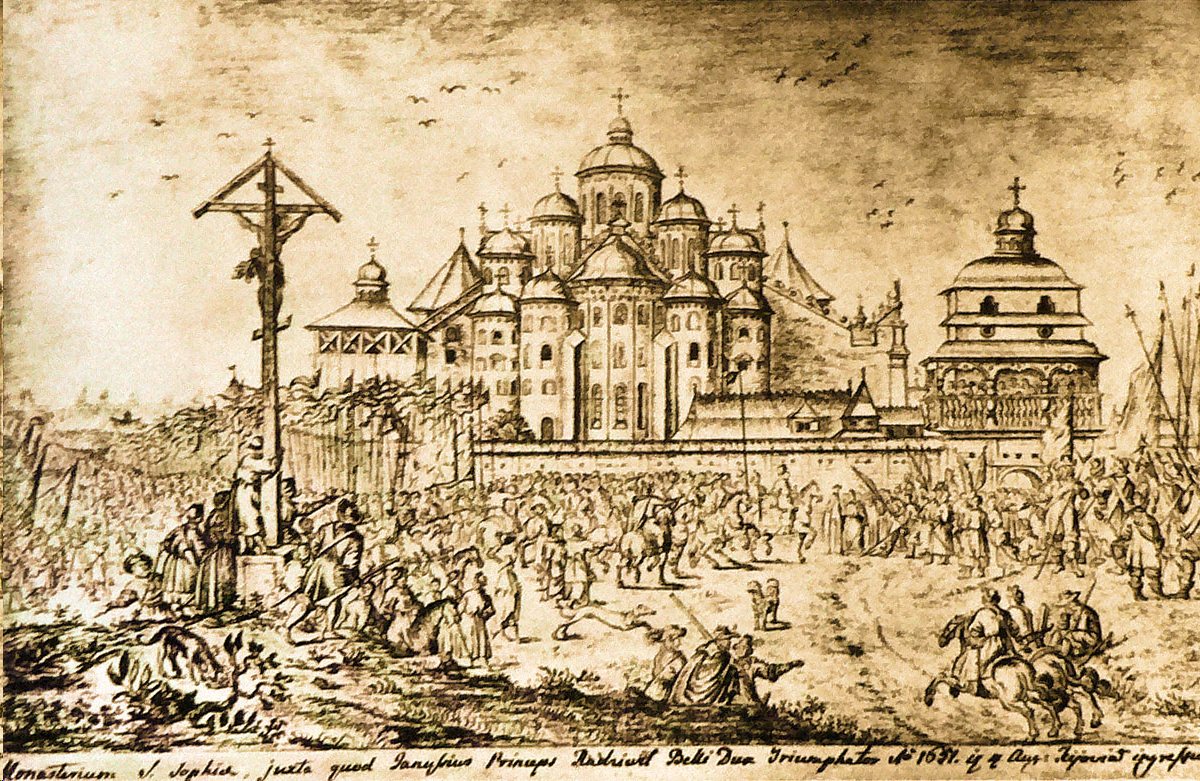
Абрагам ван Вестерфельд. Софія Київська, 1651 рік

Про Октавіано Манчіні після тривалого забуття вперше повідомили польські вчені Марія Криницька та Марк Вежбицький, які досліджували трактат Себастьяно Серліо «Основні правила архітектури» («Regole generali di architetture di Sebastiano Serlio»), виданий у Венеції 1551 року. Від 1906 року книга зберігається у відділенні стародруків Національного музею в Кракові. Власники цього  примірника на його берегах (маргінесах) залишили надписи і малюнки. З-поміж них виділяються нотатки з автобіографічними відомостями Манчіні, зроблені ним у 1637—1638 роках.
Октавіано Манчіні народився в Болоньї, імовірно, у родині архітектора між 1575 і 1581 роками.

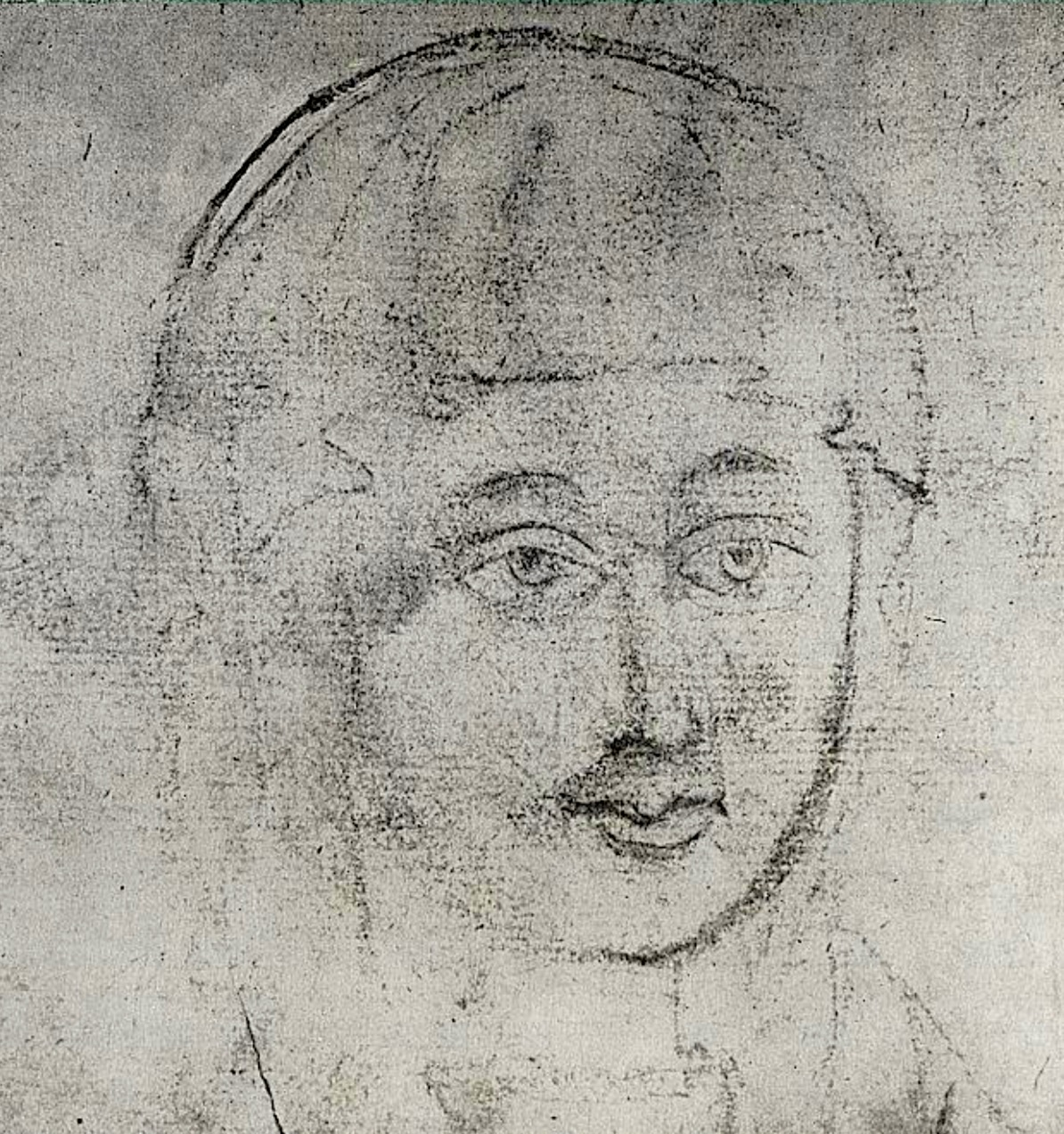
Богородиця. Малюнок XVII сторіччя на берегах книги «Основні правила архітектури»

Початкову освіту здобув удома. Згодом навчався в Болонській академії мистецтв, яку заснували брати Лодовіко, Агостіно та Аннібале Карраччі. Удосконалював свої навички в майстерні скульптора Доменіка Марії дела Мірандоли. Під час навчання Манчіні дружив із Гвідо Рені та Доменікіно. Після закінчення академії близько 1600 року художник допомагав Лодовіко Карраччі в Болоньї та Аннібале Карраччі в Римі.
Однак згодом Манчіні відмовився заробляти на життя малярством, а розпочав кар'єру архітектора. Після навчання Манчіні багато подорожував. Відвідав Іспанію, Францію, Англію, Нідерланди, Німеччину, Швецію, Чехію, Литву, Польщу та Україну, в яких виконував різні замовлення.
Про Польщу Манчіні згадував із гіркотою. Він найнявся на службу, але коли приїхав до тієї країни, то його, як виявилось, там не чекали. Оскільки у нього не було достатньо коштів, архітектор змушений був мешкати у стодолах і стайнях. У Польщі прожив тривалий час, про що свідчать деякі польські терміни, які він уживав у своїх нотатках. Близько 1637 року або за посередництвом генуезьких купців, або радше на запрошення Петра Могили Октавіано Манчіні опинився у Києві, де відновив Софійський собор.
Не збереглось жодної замальовки Софії Київської, зробленої Манчіні. А на берегах трактату «Основні правила архітектури» майстер записував лише свої нотатки. Щоправда на сторінках книги є малюнки олівцем, імовірно, інших авторів, наприклад, зображення козака й голови Богородиці, змальованої із софійської мозаїки.

## Італійські архітектори в Україні
Під впливом італійців у Польщі, Україні та Білорусі сформувався єдиний архітектурний простір. В його рамках у XVII — XVIII століттях в Україні викристалізувався стиль козацького бароко.
Італійські архітектори з'явилися на Русі на зламі XVI — XVII сторіч. Зокрема в Україну вони потрапляли з Польщі. У Києві на початку XVII століття працював італійський архітектор Себастьян Брачі, який на той час став уже «київським міщанином». Є припущення, що він перебудовував Успенську церкву на Подолі.
Близько 1637 року до Києва прибув Октавіано Манчіні разом з «паном Генріхом, паном Станіславом і паном Миколаєм». Архітектор відреставрував Софію Київську. 1651 року тогочасний собор відтворив у своїх малюнках голландський художник Абрагам ван Вестерфельд. 
За припущенням польського дослідника Пйотра Красного, Октавіано Манчіні взяв участь також у відновленні церкви Спаса на Берестові.